# إيفا لوراش
إيفا لوراش (بالإسبانية: Eva Llorach)‏ هي ممثلة إسبانية، ولدت يوم 21 أكتوبر 1975 في مرسية في إسبانيا.

## روابط خارجية
- إيفا لوراش على موقع IMDb (الإنجليزية)
- إيفا لوراش على موقع ألو سيني (الفرنسية)
- إيفا لوراش على موقع قاعدة بيانات الفيلم (الإنجليزية)